# اندیس چاه تونی
چاه تونی یک اندیس فلزی است که در حوالی شهر سر چاه شور استان خراسان قرار دارد و مادهٔ معدنی موجود در آن، مس است. سنگ میزبان این اندیس پیروکسنیت است و دیرینگی آن به دوران کرتاسه می‌رسد. در این اندیس، پاراژنز‌های آزوریت یافت می‌شوند.